# Ingarune
Ingarune, também grafado Ingarune, Ingarïna, Ingariyâna, é uma etnia indígena de origem Karíb, que vive isolada no norte do estado brasileiro do Pará, próximo aos rios Cuminapanema e Paru d'Oeste, no baixo rio Panamá.
Pelo idioma, estão relacionados à tribo Arikêna (Warikyana). Em 1970, havia relatos de que parte do grupo havia sido absorvido pelos demais grupos Kaxuyâna. Sua população era estimada em 100 pessoas no ano de 2006.